# Carposinidae
Carposinidae is een familie van vlinders.

## Geslachten
(Indicatie van aantallen soorten per geslacht tussen haakjes)
- Actenoptila  (3)
- Alexotypa  (3)
- Anomoeosis  (4)
- Archostola  (5)
- Atoposea  (1)
- Blipta  (2)
- Bondia  (11)
- Camacostoma  (1)
- Campylarchis  (1)
- Carposina  (144)
- Commatarcha  (8)
- Coscinoptycha  (1)
- Desiarchis  (1)
- Epicopistis  (1)
- Glaphyrarcha  (1)
- Heterogymna  (21)
- Hystrichomorpha  (1)
- Meridarchis  (51)
- Mesodica  (3)

- Metacosmesis  (5)
- Metrogenes  (1)
- Nosphidia  (1)
- Paramorpha  (11)
- Peragrarchis  (5)
- Peritrichocera  (2)
- Picrorrhyncha  (3)
- Scopalostoma  (2)
- Sosineura  (1)
- Spartoneura  (1)
- Tesuquea  (1)
- Xyloides  (1)